# Iwiny (powiat wrocławski)
Iwiny – wieś w Polsce położona w województwie dolnośląskim, w powiecie wrocławskim, w gminie Siechnice.
W latach 1975–1998 miejscowość należała administracyjnie do województwa wrocławskiego.
Niewielka wieś granicząca z Wrocławiem, od końca ostatniej dekady XX wieku coraz bardziej nabierająca cech osiedla podmiejskiego.
Na terenie Iwin przy ul. Zacisznej znajduje się duży schron należący do bunkrów Twierdzy Wrocław. Zbudowany w roku 1914, służył jako skład amunicji podczas wojny, a następnie do 2010 jako Stanica Związku Harcerstwa Polskiego. Na terenach wokół wsi znajdują się jeszcze trzy inne opuszczone bunkry.

## Demografia
Liczba mieszkańców miejscowości w poszczególnych latach:
| Rok  | Liczba mieszkańców |
| ---- | ------------------ |
| 1998 | 327                |
| 2002 | 417                |
| 2009 | 432                |
| 2011 | 567                |
| 2021 | 2557               |

Od roku 1998 do 2021 liczba osób żyjących w miejscowości zwiększyła się o 682%.